# Capitán McCluskey
El capitán Marc McCluskey (1892 - enero de 1946) es un personaje ficticio creado por Mario Puzo para su novela El Padrino. En la película fue interpretado por Sterling Hayden.
En ambas obras (literaria y cinematorgráfica) tiene una aparición breve, aunque es un factor del inicio de la trama central de la primera entrega. Es un policía corrupto de la ciudad de New York pagado por "el turco" Sollozo. Es un aliado de Sollozzo en la cruzada de este contra los Corleone.

## En la película
En el filme es un personaje aparentemente rudo y estricto, aunque por su corta aparición no se le atribuye otra personalidad.

## En la novela
En el libro es descrito como un policía de los duros y buenos, aunque el dinero le empezaba a faltar y sus hijos pronto entrarían a la Universidad, por lo que decidió aceptar sobornos de Virgil Sollozzo relacionados con asuntos de poco interés y trasendencia.
Cuando Sollozzo (alias el Turco) le pide que retire toda la seguridad del Don en el hospital, este acepta ya que el hombre cuya seguridad está eliminando es un "líder criminal y asesino", piensa así que sus remodimientos son nulos. Pero cuando se entera de que Michael Corleone restauró la vigilancia, el soborno es retirado y este se enoja, por lo que golpea a Mike.
Se puede ver en una de escena de esta película, cuando el Don está en el hospital, como McCluskey le propina un puñetazo en el ojo a Michael Corleone por interponerse en los planes que este tenía con Sollozo para asesinar al Don.
McCluskey es asesinado junto con "el turco" en el restaurante Louis de El Bronx donde Michael les dispara con una pistola escondida en la cisterna del cuarto de baño. Tras esto, Michael huye a Sicilia y se inicia una guerra de bandas. Cuando Don Vito vuelve a casa, se entera de lo ocurrido con Sollozzo y de la partida de Michael.